# Croton pulcher
Croton pulcher är en törelväxtart som beskrevs av Johannes Müller Argoviensis. Croton pulcher ingår i släktet Croton och familjen törelväxter. Inga underarter finns listade i Catalogue of Life.